# Sainte-Catherine, Rhône
Sainte-Catherine är en kommun i departementet Rhône i regionen Auvergne-Rhône-Alpes i östra Frankrike. Kommunen ligger i kantonen Mornant som tillhör arrondissementet Lyon. År 2022 hade Sainte-Catherine 981 invånare.

## Befolkningsutveckling
Antalet invånare i kommunen Sainte-Catherine
| Referens: INSEE |